# 藤本泉 (タレント)
藤本 泉（ふじもと いずみ、1991年10月21日 - ）は、日本の女優。埼玉県出身。
所属事務所はMUKU。かつてはスターダストプロモーション芸能1部に所属していた。

## 略歴
中学時代、強い目力がスカウトの目に留まり、現所属事務所と所属契約を交わす。高校卒業までは学業を優先し、CMやミュージック・ビデオを中心に出演。東京都内の私立大学に合格した2010年より本格的に女優活動を開始した。
2013年、『つやのよる ある愛に関わった、女たちの物語』で映画デビューを果たした。
2015年、阪神・淡路大震災20年・サンテレビジョン開局45周年記念事業作品『神戸在住』でドラマ初主演。同年、映画『アオハライド』『小川町セレナーデ』の2作品で、第10回おおさかシネマフェスティバル・新人女優賞を受賞した。
2020年12月31日付でスターダストプロモーションを退社。
2025年3月1日、株式会社MUKUの所属となったことを発表。

## 人物
趣味は映画鑑賞、スキューバダイビング（PADIオープンウォーターの資格を持つ）、茶道。特技は料理。
憧れの女優は常盤貴子と深津絵里。

## 出演

### テレビドラマ
- MAGISTER NEGI MAGI 魔法先生ネギま!（2007年10月3日 - 2008年3月26日、テレビ東京） - 和泉亜子 役[8]
- ハンマーセッション!（2010年7月10日 - 9月18日、TBS） - 長谷川千夏 役
- 深追い（2011年3月20日、WOWOW） - 高田明子（高校時代） 役
- 家族法廷 第6話（2011年6月1日、BS朝日） - サオリ 役
- デカ 黒川鈴木（2012年1月5日 - 3月29日、読売テレビ） - 緑谷緑 役
- ストロベリーナイト 第1話（2012年1月10日、フジテレビ） - 小川実春 役
- 連続テレビ小説 （NHK）
  - 梅ちゃん先生 第1週 - 第3週（2012年4月2日 - 21日） - 緒川珠江 役
  - まんぷく 第64話 - 第69話（2018年12月13日 - 19日） - 谷村美代子 役[9]
- 37歳で医者になった僕〜研修医純情物語〜（2012年4月10日 - 6月19日、関西テレビ） - 永井寛子 役
- 薄桜記 第4話 - 第6話（2012年8月3日 - 8月17日、NHK BSプレミアム） - お豊 / さなぎ太夫 役
- 世にも奇妙な物語（フジテレビ）
  - 世にも奇妙な物語'12秋の特別編「ヘイトウイルス」（2012年10月6日） - シミズハナコ 役
  - 世にも奇妙な物語'16春の特別編「クイズのおっさん」（2016年5月28日） - 森本ゆみ 役
- 結婚しない 第5話（2012年11月8日、フジテレビ） - 樋口愛美 役
- イロドリヒムラ 第6話（2012年11月19日、TBS） - トモちゃん（大人） 役
- 再会（2012年12月8日、フジテレビ） - 岩本万季子（高校時代） 役
- 御鑓拝借〜酔いどれ小籐次留書〜（2013年1月1日、NHK） - おやえ 役
  - 酔いどれ小籐次（2013年6月21日 - 9月21日、NHK BSプレミアム）
- 最悪の卒業式（2013年3月23日、日本テレビ） - 石川里奈 役
- 刑事のまなざし（2013年10月7日 - 12月16日、TBS） - 草野楓 役
- ノーコン・キッド〜ぼくらのゲーム史〜 第5・10話 - 第12話（2013年11月1日・12月6日 - 20日、テレビ東京） - 新谷（渡辺）朱理 役
- ホワイト・ラボ〜警視庁特別科学捜査班〜 第7話（2014年5月26日、TBS） - 佐々木智美 役
- ほんとにあった怖い話 15周年スペシャル 「腕をちょうだい」（2014年8月16日、フジテレビ） - 杉山真由香 役
- 昨夜のカレー、明日のパン 第6話 - 最終話（2014年11月9日･16日、NHK BSプレミアム） - 大崎朋子 役
- 神戸在住（2015年1月17日、サンテレビ） - 主演・辰木桂 役[10]
- 天使のナイフ（2015年2月22日 - 3月22日、WOWOW） - 桧山祥子 役[11]
- 探偵の探偵 第8話（2015年8月27日、フジテレビ） - 後藤清美 役
- それでも僕は君が好き 第1・4夜（2015年9月28日・10月1日、フジテレビ） - 牧野つくしの妹 ナース 役[12]
- ダメな私に恋してください 第1話 - 第2話（2016年1月12日 - 19日、TBS） - 藤本エリカ 役
- OUR HOUSE（2016年4月17日 - 6月12日、フジテレビ） - 早川南 役
- 不機嫌な果実（2016年4月29日 - 6月10日、テレビ朝日） - 関口真希 役
- 遺産相続弁護士 柿崎真一 第5話（2016年8月4日、読売テレビ） - 麻生珠美 役
- ラスト・アタック〜引き裂かれた島の記憶〜（2016年8月15日、NHK BSプレミアム） - 新垣安子 役
- 猫忍（2017年1月 - 3月、テレビ神奈川 ほか） - 燕 役[13]
- 嫌われる勇気 第2話（2017年1月19日、フジテレビ） - 光川美希 役
- リバース（2017年4月14日 - 6月16日、TBS） - 森下泉 役
- 人は見た目が100パーセント 第6話（2017年5月18日、フジテレビ） - 宮崎彩花 役
- サチのお寺ごはん（2017年7月 - 9月、メ〜テレ ほか） - 松本由依 役
- 沈黙法廷（2017年9月24日 - 10月22日、WOWOW） - 立花亮子 役
- 孤独のグルメ大晦日スペシャル〜食べ納め!瀬戸内出張編〜（2017年12月31日、テレビ東京） - 丸万このみ 役
- 日曜プライム 復讐捜査〜警察犬と刑事の殺人追跡行〜（2018年5月6日、テレビ朝日） - 三田園美穂 役
- ラストチャンス 再生請負人 第2話 - 最終話（2018年7月23日 - 9月3日、テレビ東京） - 中野美由紀 役
- 大誘拐2018（2018年12月14日、東海テレビ） - 塚本刑事 役
- 凪のお暇（2019年7月19日 - 9月20日、TBS） - 織部鈴 役[14]
- トップナイフ（2020年1月11日 - 3月14日、日本テレビ） - 伏見愛子 役[15]
- 鉄の骨 第1話 - 第2話・最終話（2020年4月18日 - 25日・5月16日、WOWOW）

### バラエティー
- 痛快TVスカッとジャパン（2015年2月 - 、フジテレビ） - 再現ドラマ不定期出演

### 映画
- つやのよる ある愛に関わった、女たちの物語（2013年1月26日、東映） - 萩原ゆかり 役
- 新大久保物語（2013年11月16日、ユナイテッドエンタテインメント） - 野本歌子 役[16]
- 坂本君は見た目だけが真面目（2014年3月15日、映画美学校） - 主演・小林聡子 役[17]
- 神様のカルテ2（2014年3月21日、東宝） - 御影深雪 役
- DOCUMENTARY of AKB48 The time has come 少女たちは、今、その背中に何を想う?（2014年7月4日、東宝映像事業部） - ナレーション
- 小川町セレナーデ（2014年10月4日、アイエス・フィールド） - 永江小夜子 役
- 紙の月（2014年11月15日、松竹） - 菜々 役
- アオハライド（2014年12月13日、東宝） - 槙田悠里 役[18]
- 劇場版 神戸在住（2015年1月17日、アイエス・フィールド） - 主演・辰木桂 役[10][19]
- 通学シリーズ 通学電車（2015年11月7日、ポニーキャニオン） - ユカ 役[20]
- 通学シリーズ 通学途中（2015年11月21日、ポニーキャニオン） - ユカ 役[21]
- 鬼談百景「追い越し」（2016年1月23日、日本出版販売）
- 珍遊記（2016年2月27日、東映） - 奈落 役[22]
- KABUKI DROP（2016年、HIGH BROW CINEMA）[23]
- 花芯（2016年8月6日、クロックワークス） - 古川蓉子 役[24]
- ママ、ごはんまだ?（2017年2月11日、アイエス・フィールド） - 窈 役[25][26]
- 猫忍（2017年5月20日、AMGエンタテインメント） - 燕 役[13]
- いのちスケッチ（2019年11月8日に福岡で先行公開、2019年11月15日に全国公開） - ヒロイン・石井彩 役[27]
- 仮面病棟（2020年3月6日、ワーナー・ブラザース映画） - 小堺洋子 役[28]
- あしやのきゅうしょく（2022年3月4日公開、アークエンタテインメント） - 前田麻里 役

### ショートフィルム
- ハローグッバイ（2010年） - 主演・橋本登紀子 役[29]
- Lumière?（2013年） - 主演[30]

### WEBドラマ
- 午前3時の無法地帯（2013年3月20日 - 全12話、BeeTV） - けーこ 役
- 恋するための8つの法則（2019年7月5日 - 、ひかりTVチャンネル+）[31]

### DVDドラマ
- ほんとうにあった怖い話 第14夜 「神隠し」（2009年4月3日、ブロードウェイ）
- ふたりかくれんぼ（2010年9月3日、ブロードウェイ） - 主演・園田みずき 役

### CM
- NTTドコモ 企業（2008年3月 - 5月）[8]
- ベネッセコーポレーション 進研ゼミ高校講座（2008年3月 - 6月）[8]
- ヤマザキナビスコ ビッツサンド（2008年11月 - ）[8]
- Jリーグ SHOUT FOR SHOOT（2009年2月 - ）[32]
- ユニバーサルミュージック オトナのアイのうた（2009年3月 - ）
- 日立製作所 Wooo（2009年4月 - ）[33]
- 社団法人私的録音補償金管理協会 sarah（2009年10月 - ）
- ホーマーイオン研究所 Moisteane Lamino（2011年3月 - ）
- ソニーモバイルコミュニケーションズ Xperia UL SOL22（2013年5月 - ）
- 大正製薬 VICKS（2013年9月 - ）
- UNITED ARROWS UNITED ARROWS green label relaxing（2013年10月 - ）
- 大正製薬「AdryS」（2019年5月15日 - ）[34]
- 日清食品「ラ王 冷やし中華」（2019年6月13日 - ）[35]

### ミュージック・ビデオ
- GReeeeN
  - 「扉」（2008年12月3日）[36]
  - 「旅人」（2009年6月10日）
- メロライド 「ココニアル」（2009年11月4日）
- hinaco 「泣き顔スマイル」（2010年6月2日）
- PointFive(.5) 「Select me」（2010年11月10日）
- シクラメン 「100年初恋」（2012年11月21日）
- KinKi Kids 「まだ涙にならない悲しみが」（2013年10月23日）
- 東方神起 「Very Merry Xmas」（2013年11月27日）
- K 「Brand New Day」（2014年10月1日）
- ビッケブランカ 「Take me Take out」（2017年4月11日）

## 受賞歴
2015年
- 第10回おおさかシネマフェスティバル・新人女優賞 - 『アオハライド』『小川町セレナーデ』に対して